# Pristimantis luteolateralis
Espèce
Synonymes
- Eleutherodactylus luteolateralis Lynch, 1976

Statut de conservation UICN

 NT  : Quasi menacé
Pristimantis luteolateralis est une espèce d'amphibiens de la famille des Craugastoridae.

## Répartition
Cette espèce est endémique de la province de Pichincha en Équateur. Elle se rencontre dans le bassin du río Blanco entre 1 140 et 1 960 m d'altitude sur le versant Ouest de la cordillère Occidentale.

## Description
Les mâles mesurent de 16,6 à 23,6 mm et les femelles de 25,6 à 29,5 mm.

## Publication originale
- (en) Lynch, 1976 : New species of frogs (Leptodactylidae: Eleutherodactylus) from the Pacific versant of Ecuador. Occasional papers of the Museum of Natural History, the University of Kansas, no 55, p. 1-33 (texte intégral).